# Antanhol
Antanhol is een plaats (freguesia) in de Portugese gemeente Coimbra en telt 2 447 inwoners (2001).